# 三姓穴
三姓穴（：／ Samseonghyeol */?）是韓國济州岛的一處史跡，位於濟州中北部沿海一帶，濟州島民俗自然史博物館附近的松林裡。

## 历史
根據濟州島的神話，在太古時代，有良乙那、高乙那、夫乙那三位神人來到島上，娶碧浪國（位於今全羅南道莞島郡）三位公主為妻，教他們種田，繁衍後代，並建立了耽羅國。三位神人從山頂上射出了三支箭，落在了島的三個不同的地方，每個神人的箭落下的地方便成為自己後裔的居住地。三人的後裔分別為「濟州梁氏」（梁姓）、「濟州高氏」（高姓）與「濟州夫氏」（夫姓）。
1698年，在三姓穴附近建立三聖殿，以供奉三乙那。1827年，建立典祀廳，管理祭祀事務。1849年，又建立崇報堂。
三姓穴於1964年6月10日被指定為大韓民國指定史蹟第134號。

## 外部連結
- 三姓穴官方網站（页面存档备份，存于）